# Aaron Seltzer
Aaron Seltzer (* 12. Januar 1974 in Ontario, Kanada) ist ein US-amerikanischer Regisseur und Drehbuchautor, der vor allem durch Mitarbeit am ersten Scary Movie bekannt wurde. Gemeinsam mit Jason Friedberg schrieb er dazu das Drehbuch. Nach dieser Zusammenarbeit folgten weitere in Date Movie (2006) und Fantastic Movie (2007), wo sie neben dem Drehbuch gemeinsam Regie führten. Aufgrund von Statuten der DGA wurde in Date Movie nur Seltzer als Regisseur genannt. 2008 wurde Seltzer gemeinsam mit Friedberg für eine Goldene Himbeere für den Film Fantastic Movie nominiert. In der IMDb sind die meisten seiner Produktionen auf der  Liste der 100 am schlechtesten bewerteten Filme vertreten.

## Filmografie
als Regisseur
- 2006: Date Movie
- 2007: Fantastic Movie (Epic Movie)
- 2008: Meine Frau, die Spartaner und ich (Meet the Spartans)
- 2008: Disaster Movie
- 2010: Beilight – Bis(s) zum Abendbrot (Vampires Suck)
- 2013: Die Pute von Panem – The Starving Games (The Starving Games)
- 2013: Hangover Girls – Best Night Ever (Best Night Ever)
- 2015: Superfast!

als Produzent
- 2006: Date Movie
- 2007: Fantastic Movie (Epic Movie)
- 2008: Meine Frau, die Spartaner und ich (Meet the Spartans)
- 2008: Disaster Movie
- 2010: Beilight – Bis(s) zum Abendbrot (Vampires Suck)

als Drehbuchautor
- 1996: Agent 00 – Mit der Lizenz zum Totlachen (Spy Hard)
- 2000: Scary Movie
- 2006: Date Movie
- 2007: Fantastic Movie (Epic Movie)
- 2008: Meine Frau, die Spartaner und ich (Meet the Spartans)
- 2008: Disaster Movie
- 2010: Beilight – Bis(s) zum Abendbrot (Vampires Suck)
- 2013: Die Pute von Panem – The Starving Games (The Starving Games)
- 2013: Hangover Girls – Best Night Ever (Best Night Ever)
- 2015: Superfast!